# Typologia antropologiczna
Niektóre z zamieszczonych tu informacji wymagają weryfikacji.
Dokładniejsze informacje o tym, co należy poprawić, być może znajdują się w dyskusji tego artykułu.
 Po wyeliminowaniu niedoskonałości należy usunąć szablon [[Szablon:Dopracować|]] z tego artykułu.
Typologia antropologiczna – dział antropologii mający na celu opisanie zróżnicowania systematycznego wewnątrz gatunku Homo sapiens. Należy odróżniać klasyfikację rasy geograficznej od indywidualnych typów rasowych, najbliższym pojęciem dla rasy geograficznej z typologii indywidualnej jest formacja antropologiczna (pokrywające się granice przestrzenne).

## Historyczne koncepcje ras ludzkich i odmian człowieka
Pierwszy podział na rasy zaproponował François Bernier, który wyróżnił białych Europejczyków, Murzynów, Azjatów i Lapończyków. Immanuel Kant z kolei wyróżnił czynnik klimatyczny, jaki miał ukształtować cztery rasy. Klimat zimny miał przyczynić się według niego do powstania rasy czerwonej, klimat suchy i gorący do powstania rasy żółtej, klimat wilgotny do powstania rasy białej, a wilgotny i ciepły do rasy czarnej.
W 1756 Karol Linneusz wyróżnił rasy ludzkie w zależności od zajmowanych kontynentów: Homo europaeus, Homo asiaticus, Homo afer, Homo americanus. Inna klasyfikacja Linneusza opierała się na podziale według barwy skóry i wprowadzała nazwy: Homo albus (biały), Homo cupreus (miedziany), Homo badius (żółty), Homo niger (czarny) i Homo fuscus (brązowy). Wymienia on także dwie odmiany Homo monstrosus (człowiek kaleki) i Homo ferus (człowiek zdziczały).
W 1784 J.F. Blumenbach zaproponował nową terminologię, mówiąc o rasach: kaukaskiej, amerykańskiej, mongolskiej, etiopskiej i malajskiej.
W 1812 G. Cuvier zastosował kryterium barwy skóry i podzielił gatunek ludzki na trzy wielkie rasy (odmiany): białą, żółtą i czarną. Ten zasadniczy podział utrzymał się do dziś.
Jan Czekanowski (1882–1965) za Cuvierem – przyjął istnienie trzech odmian, jednak w ich ramach wyróżnił 6 ras, z których trzy stanowią tzw. czyste formy odmianowe (rasa nordyczna, laponoidalna i nigrycka), a trzy (tzw. wtórne) powstałe w wyniku ustabilizowania się krzyżówek między formami czystymi (śródziemnomorska, armenoidalna i arktyczna).
Współcześnie, większość antropologów odrzuca istnienie rasy u ludzi (zobacz rasa człowieka).

## Koncepcja systemowa
Koncepcja ta pojawiła się w latach 80. XX wieku w oparciu o teorię systemów Ludwiga von Bertalanffy. W założeniach tej koncepcji antropologia powinna poza opisem biologicznych cech populacji, także badać wpływ czynników społecznych i kulturowych na biologiczne zróżnicowanie człowieka. W tej koncepcji także zrezygnowano z klasyfikacji ras na rzecz badania procesów zachodzących w biokulturowych systemach adaptacyjnych.

## Krytyka podziału ludzi na rasy
Część współczesnych antropologów kwestionuje w ogóle sens typologii antropologicznej. Odmiana w niektórych z powyższych założeń nie jest jednak wyróżniana na podstawie różnic genetycznych, a fenotypowych. Ale np. badania genetyczne, zwłaszcza związane z epidemiologią (głównie chorób, w których rolę odgrywają uwarunkowania genetyczne) wykazują zależność między rasą a częstością zachorowań na daną chorobę niezależnie od miejsca zamieszkania.
W 1999 69% antropologów w Stanach Zjednoczonych odrzucało pojęcie rasy, w Polsce w 2001 odrzucało to pojęcie 25% antropologów fizycznych, jednakże w badaniach ankietowych, na podstawie których zebrano te dane, wśród amerykańskich antropologów tylko 46% udzieliło w ogóle odpowiedzi na to pytanie, gdy w Polsce 94% ogółu respondentów.
Badania genetyczne przeprowadzone przez zespół Rebeki Cann i Marka Stonekinga pod opieką Allana Wilsona, opublikowane w 1987 Nature wskazują na niski stopień zróżnicowania rasowego u żyjącego obecnie Homo sapiens. Według autorów różnice genetyczne w mitochodrialnym DNA między wskazywanymi rasami wynoszą 15%, w obrębie ras zaś 85%. Ich zdaniem różnice genetyczne międzygrupowe uzasadniające podział na rasy muszą wynosić 20–30%. U człowieka spośród 3 miliardów par zasad tylko kilkaset warunkuje intensywność pigmentacji skóry i morfologię twarzy. Kolejną sprawą, na którą należy zwrócić uwagę, jest fakt, że rasy ludzi wyodrębnia się głównie na podstawie kilku anatomicznych szczegółów budowy zewnętrznej ludzkiego ciała.

## Klasyfikacja i podział
Szczegółową indywidualną typologię rasową wytworzył w antropologii kierunek morfologiczno-porównawczy. Wyróżniane tam typy elementarne to:
- w czarnej odmianie rasowej: typ pigmejski, typ sudański, typ ekwatorialny,
- typ przejściowy między odmiana czarną i białą: typ australoidalny,
- w żółtej odmianie rasowej: typ mongoloidalny, typ arktyczny, typ pacyficzny, typ wyżynny,
- typ przejściowy pomiędzy odmianą żółtą a czarną: typ buszmeński,
- w białej odmianie rasowej: typ nordyczny, typ kromanionoidalny, typ ajnuidalny, typ berberyjski, typ śródziemnomorski, typ orientalny, typ armenoidalny,
- typ przejściowy między odmianą białą i żółtą: typ laponoidalny.

Wśród głównych typów rasowych pośrednich w Europie wyróżniono: typ alpejski, typ południowo-wschodni, typ sublaponoidalny, typ litoralny, typ bałtycki, typ atlantycki, typ pseudoalpejski, typ czuchoński, typ subnordyczny, typ dynarski, typ północno-zachodni, typ teutoński.